# NGC 6799
NGC 6799 is een elliptisch sterrenstelsel in het sterrenbeeld Telescoop. Het hemelobject werd op 9 juli 1834 ontdekt door de Britse astronoom John Herschel.

## Synoniemen
- ESO 184-78
- PGC 63339